# ما درباره برونو صحبت نمی‌کنیم
«ما دربارهٔ برونو صحبت نمی‌کنیم» یا «چیزی نمی‌گیم از برونو» (انگلیسی: We Don't Talk About Bruno) ترانه‌ای از انیمیشن موزیکال افسون محصول ۲۰۲۱ والت دیزنی است که موسیقی و اشعار آن توسط لین-منوئل میرندا نوشته شده‌است. این آهنگ توسط والت دیزنی به عنوان بخشی از موسیقی متن فیلم در ۱۹ نوامبر ۲۰۲۱ منتشر شد. این یک آهنگ گروهی است که توسط برخی از صداپیشگان فیلم اجرا شده‌است: آداسا، کارولینا گایتان، مائورو کاستیلو، رنزی فلیز، استفانی بیاتریز و چند نفر دیگر در نقش‌های فرعی. «ما دربارهٔ برونو صحبت نمی‌کنیم»، به عنوان یکی از بهترین آهنگ‌های دیزنی و بزرگ‌ترین موفقیت این استودیو توصیف شده‌است.
«ما دربارهٔ برونو صحبت نمی‌کنیم» به عنوان یکی از بهترین آهنگ‌های دیزنی و بزرگ‌ترین موفقیت این استودیو توصیف شده‌است. این ترانه متشکل از شایعات و حکایات در مورد برونو، دایی طرد شده میرابل مادریگال، که قدرت دیدن آینده او با بدبختی همراه بوده و او را از بقیه اعضای خانواده دور کرده‌است؛ در آهنگ «ما دربارهٔ برونو صحبت نمی‌کنیم» برخی از آن‌ها را می‌بیند. اعضای خانواده و مردم شهر به میرابل توضیح می‌دهند که چرا در مورد برونو صحبت نمی‌کنند. این آهنگ نشان می‌دهد که برونو شرور است، اما با فهرست کردن دیدگاه‌های شخصیت‌های دیگر از شخصیت شرور و اشاره به اینکه برخی شخصیت‌ها با او همدردی می‌کنند، سبک‌های روایی آهنگ‌های شرور معمولی دیزنی را کنار می‌گذارد.
از نظر موسیقی، «ما دربارهٔ برونو صحبت نمی‌کنیم» یک آهنگ مید تمپو است که سبک‌های موسیقی لاتین مانند سالسا و گواجیرا را با پاپ، هیپ هاپ، دنس و عناصر برادوی ترکیب می‌کند
«ما دربارهٔ برونو صحبت نمی‌کنیم» با تحسین منتقدان موسیقی مواجه شد، آنها مهارت میراندا و عنصر رمزآلود، ریتم جذاب، آهنگسازی همه‌جانبه، گروه خوانندگان و شخصیت غنایی را ستودند. «ما دربارهٔ برونو صحبت نمی‌کنیم» که یک موفقیت تجاری بود، چندین هفته در ایرلند، بریتانیا و ایالات متحده رتبه اول را به خود اختصاص داد و در استرالیا، کانادا و نیوزلند به رتبه اول رسید. «ما دربارهٔ برونو صحبت نمی‌کنیم» طولانی‌ترین آهنگ برتر دیزنی در تاریخ ۱۰۰ بیلبورد داغ ایالات متحده و همچنین اولین آهنگ اصلی این استودیو است که در صدر جدول تک‌آهنگ‌های بریتانیا قرار گرفته‌است. این رکورد، رکورد تمام زمان‌ها را برای پرافتخارترین خواننده‌ها در رتبه برتر شکست.

## پیشینه و انتشار

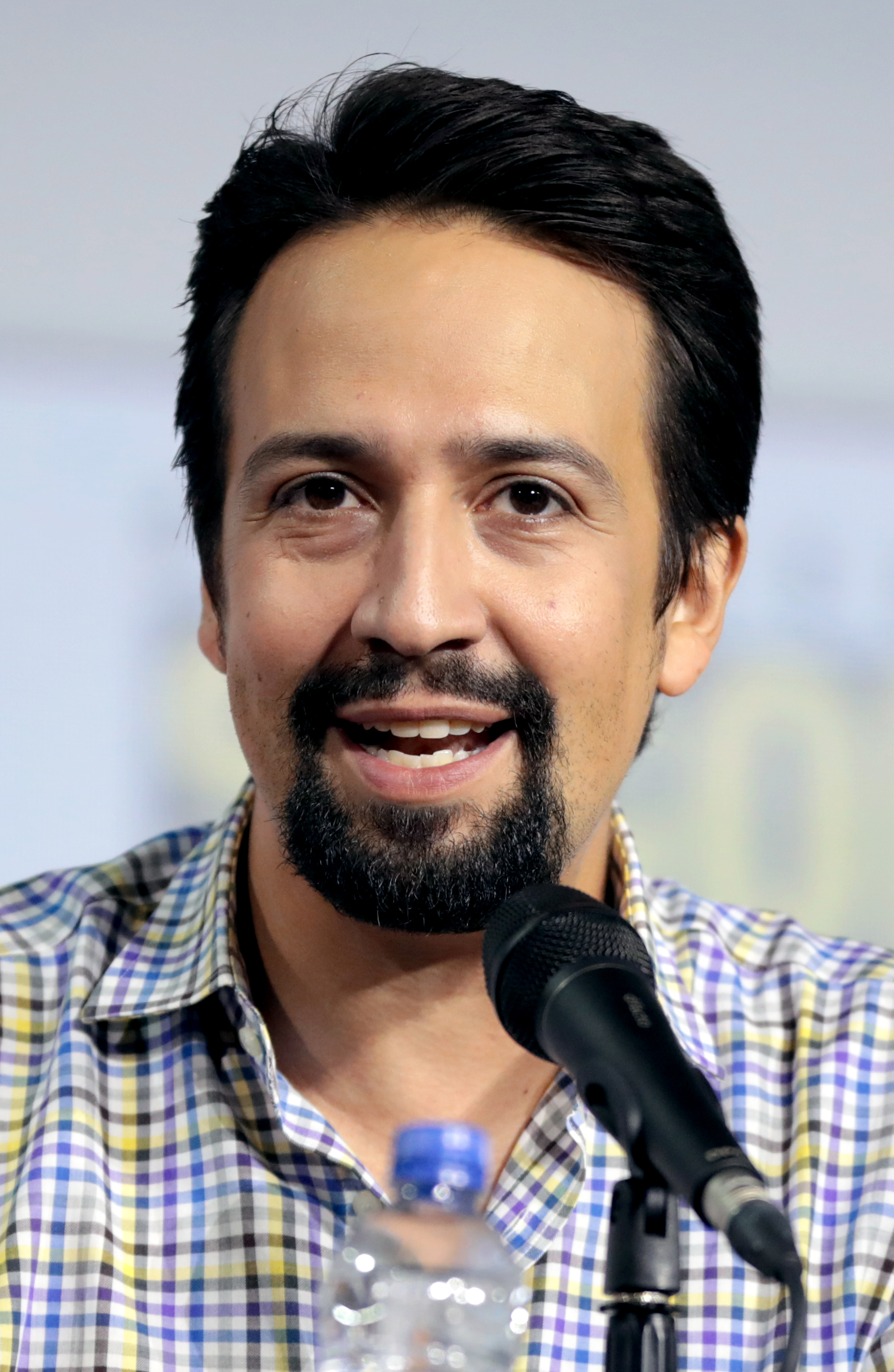
لین-منوئل میرندا، بازیگر، نمایشنامه‌نویس و موسیقی‌دان آمریکایی، آهنگ‌های اصلی افسون از جمله «ما دربارهٔ برونو صحبت نمی‌کنیم» را نوشت.

«ما دربارهٔ برونو صحبت نمی‌کنیم» آهنگی از انیمیشن موزیکال فانتزی آمریکایی محصول سال ۲۰۲۱ است، که توسط استودیو انیمیشن والت دیزنی ساخته شد؛ این شصتمین فیلم این استودیو است. این آهنگ به عنوان چهارمین قطعه موسیقی متن فیلم که به ۴۶۶ زبان منتشر شده‌است، نمایش داده می‌شود. این اثر توسط خواننده و ترانه‌سرا آمریکایی، لین-منوئل میراندا، که هفت آهنگ دیگر این موسیقی متن را نوشت، نوشته و ساخته شده‌است، و قبلاً روی انیمیشن سال ۲۰۱۶ والت دیزنی، موانا و سونی پیکچرز ویوو کار کرده‌است. این آهنگ عمدتاً توسط شش نفر از بازیگران فیلم به صورت کامل اجرا می‌شود: بازیگر و خواننده کلمبیایی (فلیکس)، خواننده و ترانه‌سرای آمریکایی آداسا (دولورس)، هنرپیشه آمریکایی رنزی فلیز (کامیلو)، بازیگر زن آمریکایی دایان گررو (ایزابلا) و استفانی بیاتریز (میرابل)، به ترتیب حضورشان در آهنگ؛ خوان کاستانو (اسوالدو) و اولگا مردیز (آبوئلا مادریگال) آوازهای جزئی دارند.

## ترکیب
میرندا این آهنگ را به‌عنوان یک گروه اجرا کرد، زیرا می‌خواست مضامین موسیقی بسازد تا نماینده همه اعضای خانواده باشد، به‌ویژه «کسانی که لزوماً تک‌نوازی خود را دریافت نمی‌کنند». او گفت که به «آخر هفته در کشور» از «موسیقی شبانه کوچک» و «زنگ‌های کریسمس» نگاه کرده‌است. او «ما دربارهٔ برونو صحبت نمی‌کنیم» را به عنوان شایعه توصیف کرد زیرا چیزهایی وجود دارد که اعضای خانواده در مقابل یکدیگر دربارهٔ آن‌ها صحبت نمی‌کنند. بیت اول دربارهٔ این است که چه کسی داستان را تعریف می‌کند - خالهٔ میرابل، پپا و همسرش فلیکس، که میرندا بر اساس پدرش، لوئیس میرندا ساخته‌است. میرندا گفت: «همه یک آهنگ آکورد را با ریتمی کاملاً متفاوت و آهنگی کاملاً متفاوت می‌خوانند.» در طول توسعه اولیه فیلم، موضوع آهنگ برونو، در ابتدا اسکار نام داشت. میرندا نام برونو را انتخاب کرد تا بتواند شعر «برونو، نه، نه، نه» را در آهنگ بسازد. که توسط ضربات چا-چا-چا هدایت می‌شود، «ما دربارهٔ برونو صحبت نمی‌کنیم» به عنوان یک آهنگ پاپ لاتین و آهنگ سالسا توصیف شده‌است. این به شدت در گواجیرا ریشه دارد و از موسیقی محلی کوبا، هیپ هاپ است. هر بخش از آهنگ دارای یک سبک موسیقی متفاوت منحصر به فرد برای هر یک از شخصیت‌هاست. بیت‌های پپا و فلیکس توسط یک پیانوی کلاسیک کوبایی مونتونو خوانده می‌شوند. شعر دولوریس از آوازهایی بر روی ضربات الکترونیکی ملایم تشکیل شده‌است. خطوط کامیلو یک موسیقی «شیب آور» را نشان می‌دهد. و بعداً سیم‌های پیزیکاتوی کنده شده زیر صدای درخشان ایزابلا دنبال شده.

## متن
این آهنگ شخصیت افسون، برونو مادریگال را از دیدگاه اعضای خانواده‌اش و اهالی شهر توصیف می‌کند. برونو یکی از سه قلوهایی است که از آبوئلا و پدرو مادریگال در کنار خواهرانش جولیتا و پپا متولد شده‌اند. او نیز مانند بقیه اعضای خانواده‌اش توانایی دارد؛ که توانایی دیدن آینده است. اولین آهنگ افسون، «خانواده مادریگال»، نشان می‌دهد که برونو سال‌هاست که دیده نشده‌است و قرار نیست دربارهٔ او صحبت شود. میرابل خواهرزاده برونو، تنها عضو خانواده بدون هدیه جادویی، معتقد است یکی از پیشگویی‌های برونو ممکن است علت تَرَک‌هایی را که در ساختار خانه آن‌ها ظاهر شده‌است آشکار کند و در «ما دربارهٔ برونو صحبت نمی‌کنیم» او به دنبال اطلاعاتی در مورد او است. این آهنگ نشان می‌دهد که چگونه برونو اغلب رویدادهای منفی را پیش‌بینی می‌کرد و سپس توسط کسانی که تحت تأثیر آن‌ها قرار می‌گرفتند سرزنش می‌شد. خواهر برونو، پپا و همسرش فلیکس به میرابل می‌گویند که چگونه هشدار برونو دربارهٔ باران روز عروسی آن‌ها را خراب کرد. دولوریس، دختر پپا و فلیکس توضیح می‌دهد که پیش‌گویی‌های برونو باعث ترس و سردرگمی خانواده شد و برادرش کامیلو، برونو را به‌عنوان چهره‌ای ترسناک به تصویر می‌کشد که «فریادهای تو را جشن می‌گیرد». سه نفر از مردم شهر بدبختی‌های مختلفی را می‌گویند که برونو برای آن‌ها پیش‌بینی کرده بود. در حالی که خواهر میرابل، ایزابلا، ادعا می‌کند برونو پیش‌بینی کرده بود که زندگی او عالی خواهد بود، دولوریس از پیش‌بینی این که مردی که دوستش داشت با دیگری نامزد خواهد کرد، ابراز تاسف می‌کند. در حالی که خانواده برای یک مهمانی شام نامزدی برای ایزابلا و ماریانو آماده می‌شوند.